# Squamosa ferruginea
Squamosa ferruginea är en fjärilsart som beskrevs av George Thomas Bethune-Baker 1908. Squamosa ferruginea ingår i släktet Squamosa och familjen snigelspinnare. Inga underarter finns listade i Catalogue of Life.